# 吳光祿
吳光祿（韓語：오광록，1962年8月28日—），韓國男演員。

## 演出作品

### 電視劇
- 2006年：MBC《流氓醫生》
- 2007年：MBC《太王四神記》飾演 玄高
- 2008年：KBS《愛在青瓦台》
- 2011年：OCN《神的測驗2》飾演 黑社會老大 EP.4 特別出演
- 2011年：OCN《吸血鬼檢察官》飾演 預言家
- 2011年：MBN《吸血鬼偶像》飾演 禹熙父
- 2012年：SBS《信義》飾演 巫師（特別出演）
- 2013年：MBC《奇皇后》飾演 黑首
- 2014年：tvN《高校處世王》飾演 崔章浩
- 2014年：KBS《Healer》飾演 奇英才
- 2015年：MBC《不屈的車女士》飾演 吳達秀
- 2016年：KBS《Drama Special－Page Turner》
- 2017年：tvN《明天和你》飾演 申成奎
- 2018年：MBN《馬成的喜悅》飾演 朱滿實
- 2019年：SBS《Big Issue》飾演 高博士
- 2021年：JTBC《人間失格》飾演 徐鎮燮
- 2021年：tvN《憂鬱症》飾演 池賢煜
- 2022年：Netflix《模範家族》飾演 朴得壽
- 2024年：JTBC《Hide》飾演 羅錫鎮
- 2024年：Disney+《逆貧大叔》飾演 朱仁太

### 電影

#### 2000年
- 2001年：《威基基兄弟》
- 2002年：《復仇》
- 2003年：《戀戀春熊》
- 2003年：《原罪犯》
- 2004年：《我腦中的橡皮擦》
- 2005年：《最後一隻狼》
- 2005年：《蘇格拉底先生》
- 2005年：《少年去天國》
- 2005年：《親切的金子》
- 2005年：《甜蜜的人生》
- 2005年：《插班師姐》
- 2005年：《盲人的夢》
- 2006年：《綁架訓練》
- 2006年：《吸血刑警羅道烈》
- 2006年：《殘酷的工作》
- 2006年：《我們的幸福時光》
- 2007年：《藍色腳踏車》
- 2007年：《七日綁票令（朝鲜语：세븐 데이즈 (2007년 영화)）》飾演 楊昌久
- 2008年：《爸爸，瑪麗和我》
- 2008年：《寶貝和我》
- 2009年：《海洋男孩》
- 2009年：《為何來我家》
- 2009年：《國家代表》
- 2009年：《梨泰院殺人事件》

#### 2010年
- 2010年：《被破壞的男人》
- 2010年：《無法挽回》
- 2011年：《波瀾萬丈》
- 2011年：《Countdown》
- 2011年：《看不見的愛》
- 2011年：《致命一擊》
- 2012年：《我是公務員》
- 2012年：《間諜》
- 2013年：《生生活活》
- 2013年：《全國歌唱比賽》
- 2013年：《殺人漫畫》
- 2013年：《演員就是演員》
- 2013年：《繫緊你的安全帶》饰演 济州空管员（友情出演）
- 2013年：《11點》
- 2014年：《視線》
- 2015年：《誠實國度的愛麗絲》
- 2015年：《像豬一樣的女子》
- 2016年：《視線之間》
- 2017年：《秋天郵遞局》
- 2019年：《可疑的鄰居（朝鲜语：수상한 이웃 (2019)）》飾演 德萬
- 2019年：《天文：問天（朝鲜语：천문: 하늘에 묻는다）》飾演 李純之

### 綜藝
- 2017年：tvN《島劍客》(第26~31集)

## 外部連結
- 官方网站
- NAVER（页面存档备份，存于）